# Дворац Јагодић у Старом Лецу
Дворац Јагодић се налази у Старом Лецу, у општини Пландиште. Подигнут је 1835. године и представља споменик културе од великог значаја.

## Изглед дворца
Подигнут је за племићку породицу Јагодић, значајне за културну историју српског народа у Војводини. Дворац је академски складна грађевина правоугаоне основе са симетрично компонованим, класицистичким декорисаним елементима. На угловима зграде су спратни ризалити квадратне основе, који асоцирају на куле. Средишњи тракт са прилазне стране има истурен једноставан трем – надстрешницу са троугаоним забатом на четири канелирана стуба, за улаз колима у зграду. Раван кров дворишног трема – терасе носе четири стуба са коринтским капителима и вишеструко профилисана архитравна греда. Правоугаони прозори, фланкирани плитким пиластрима са коринтским капителима, имају различите фронтоне. Потпрозорну декорацију чини балустрада испред слепе нише. Велики подрум, засведен пруским сводом, има посебно изведену ваздушну вентилацију у функцији.
На имању су била два уређена, пројектована парка: испред дворца по узору на геометријски планиран француски врт са рунделама оивиченим шимширом и ружичњаком, а иза слободно-пејзажни енглески парк који прелази у шуму у дубини имања, док је мањи дворац у близини служио као гостинска кућа. Као природна реткост заштићена је шума копривића. Претварање пољског дворца намењеног становању у административно-пословну зграду пољопривредног добра донело је промене, посебно у ентеријеру.